# Vägen till mannens hjärta
Vägen till mannens hjärta är en svensk film från 1914 i regi av Axel Breidahl. 

## Om filmen
Filmen premiärvisades 26 februari 1914 på biograf Metropol i Malmö. Filmen spelades in vid Svenska Biografteaterns ateljé på Lidingö av Henrik Jaenzon. 

## Roller
- Axel Breidahl - Axel
- Lili Ziedner - Lilli
- Hilda Borgström - Lillis mamma
- William Larsson - Lillis pappa
- Stina Berg - Köksa